# Benjamin Saxton
Benjamin Jonathon Saxton –conocido como  Ben Saxton– (Cambridge, 14 de junio de 1990) es un deportista británico que compite en vela en las clases 470 y Nacra 17.
Ganó dos medallas en el Campeonato Mundial de Nacra 17, oro en 2017 y plata en 2013, y dos medallas en el Campeonato Europeo de Nacra 17, oro en 2015 y bronce en 2017. Además, obtuvo una medalla de plata en el Campeonato Europeo de 470 de 2012.

## Palmarés internacional
| Campeonato Europeo | Campeonato Europeo  | Campeonato Europeo | Campeonato Europeo |
| Año                | Lugar               | Medalla            | Clase              |
| ------------------ | ------------------- | ------------------ | ------------------ |
| 2012               | Largs (Reino Unido) | Medalla de plata   | 470                |

| Campeonato Mundial | Campeonato Mundial        | Campeonato Mundial | Campeonato Mundial |
| Año                | Lugar                     | Medalla            | Clase              |
| ------------------ | ------------------------- | ------------------ | ------------------ |
| 2013               | La Haya (Países Bajos)    | Medalla de plata   | Nacra 17           |
| 2017               | La Grande-Motte (Francia) | Medalla de oro     | Nacra 17           |
| Campeonato Europeo |                           |                    |                    |
| Año                | Lugar                     | Medalla            | Clase              |
| 2015               | Barcelona (España)        | Medalla de oro     | Nacra 17           |
| 2017               | Kiel (Alemania)           | Medalla de bronce  | Nacra 17           |